# Pierre-Yves Ngawa
Pierre-Yves Ngawa (Liège, 1992. február 9. –) belga labdarúgó, a OH Leuven játékosa.

## Pályafutása
2011–2014 között a Standard de Liège labdarúgója volt. Közben, 2011–2013 között a K Sint-Truidense, 2013–14-ben az Újpest FC csapataiban szerepelt kölcsönben. 2014–15-ben a Lierse SK, 2015–2017 között az OH Leuven, 2017–18-ban az olasz Avellino, 2018–19-ben a Perugia Calcio játékosa volt. 2019-ben kölcsönben a Foggia csapatában szerepelt. 2019–2024 között ismét az OH Leuven labdarúgója volt. 2024 óta az RFC Liège játékosa.

## Sikerei, díjai
- Újpest FC
  - Magyar kupa: 2013–14